# قرقور (بلدة تاريخية)
قرقور أو قرقر أو قرقار بلدة قديمة تقع في شمال غرب سوريا، عرفت من المصادر الأشورية الجديدة. كانت موقع معركة قرقور أحد أهم معارك العالم القديم، والتي جرت في 853 ق م، عندما واجه الجيش الأشوري بقيادة الملك شلمنصر الثالث، قوة حلفاء تضم وحدات عسكرية من 11 من الممالك المحلية. تحت قيادة حدادزير (ابن حداد) الدمشقي والملك أحاب ملك إسرائيل. كانت قوى شلمنصر الآشورية منتصرة على إيروليني، ملك حماة. ومع ذلك، كان ائتلاف من الفينيقيين والسوريين مع إسرائيل والعرب الكيداريين ينتظرون شلمنصر عندما تقدم جنوباً، مما أدى إلى معركة ثانية في قرقور نفسها.
أفضل المصادر التاريخية المتعلقة بالمعركة والبلدة هو في تماثيل قورش، التي أقيمت من قبل شلمنصر. يسرد النص أن الملك كان قد قاتل عدد من جنود وعربات هؤلاء الملوك الموردة، ويصف المعركة نفسها. وأن شلمنصر قاتل تحالف يضم 12 من ملوك الدول، ولكن النص يذكر 11 فقط. وقد لوحظ العديد من الأخطاء الكتابية الأخرى على التماثيل.

## الموقع
هذه البلدة القديمة هي عموما مرتبطة مع الموقع الأثري تل قرقور، والتي تقع في وادي نهر العاصي غرب سوريا على الضفة الغربية من نهر العاصي ، بعد كيلومتر واحد إلى الغرب من القرية الحديثة قرقور الواقعة على الضفة الشرقية. وقد كان هذا الموقع يحفر باستمرار برعاية المدارس الأمريكية للأبحاث الشرقية منذ عام 1993. حتى الآن، اكتشفت الحفريات مواد يرجع تاريخها إلى فترات متعددة من تاريخ الموقع الطويل، تضمنت هياكل يرجع تاريخها إلى فترة معركة قرقور، وتضمنت أيضاً الدفاعات المثيرة للإعجاب لمدينة من العصر الحديدي .